# Żeliwo modyfikowane
Żeliwo modyfikowane – żeliwo szare uzyskane przez dodanie, tuż przed zalaniem formy, pewnej niewielkiej ilości (zwykle ok. 0,3–0,5%) sproszkowanego modyfikatora. Najczęściej jest to żelazokrzem, stosuje się też żelazowapniokrzem (stop żelazokrzemu z wapniem) oraz modyfikatory złożone, zawierające szereg innych pierwiastków. Działanie ich polega na zwiększeniu liczby ośrodków krystalizacji, co wpływa na podniesienie drobnoziarnistości żeliwa oraz poprawienie jego właściwości odlewniczych i wytrzymałościowych.